# Adrienne Power
Pour les articles homonymes, voir Power.
Adrienne Power, née le 11 décembre 1981 à Halifax, est une athlète canadienne.

## Carrière
Elle est éliminée en quarts de finale du 200 mètres féminin aux Jeux olympiques d'été de 2008 et en séries du relais 4 × 400 mètres féminin aux championnats du monde d'athlétisme 2009.
Aux Jeux du Commonwealth de 2010, elle est médaillée de bronze du 200 mètres et du relais 4 × 400 mètres.
Elle est à nouveau éliminée dès les séries du relais 4 × 400 mètres féminin aux championnats du monde d'athlétisme 2011.
Aux Jeux de la Francophonie de 2013, elle est médaillée d'argent du relais 4 × 400 mètres.